# 國際食蟲植物協會

國際食肉植物協會的標誌

國際食肉植物協會（英語：International Carnivorous Plant Society，簡稱：ICPS），為一個成立於1972年的非營利組織。該協會是食肉植物栽培品種方面的國際登錄權威（IRA）。
該協會最為人所知的大概就是他們的季刊，《食肉植物通訊》（Carnivorous Plant Newsletter）（CPN）。

## 保育成果
該協會建立「圓盾豬籠草倖存計畫」（Nepenthes clipeata Survival Project，簡稱：NcSP）以促進「離地法」（ex situ）保護該種。1995年時估計僅剩15株野生個體，圓盾豬籠草是所有已知的熱帶豬籠草中最瀕危的。該協會評估，「白市」（合法收集）的栽培植株僅有3或4類不同基因型的種類。

## 外部連結
- 國際食肉植物協會的正式網站（页面存档备份，存于）